# Grallariidae
Grallariidae je čeleď křikavých pěvců (Passeriformes) z Jižní a částečně i Střední Ameriky. České pojmenování rodů v této čeledi je pitule a pitulka.

## Popis
Ptáci z čeledi Grallariidae vynikají baculatým tělem, vzpřímeným postojem, krátkým ocasem a křídly a velmi dlouhými končetinami. V opeření svrchních partií převládají hnědé odstíny, opeření na spodku těla bývá spíše šedavé či bělavé. Mnoho druhů také zdobí více či méně výrazný pruhovaný vzor, zejména na hrudi a břiše.

## Chování
Ptáci z čeledi Grallariidae žijí typicky na zemi, pouze pitulky rodu Grallaricula se zdržují spíše v nižších stromových patrech. Jde o opeřence podrostu tropických deštných pralesů, ale i křovinné vegetace a andských vysokohorských stanovišť s roztroušenými křovinami. Typicky se pohybují poskakováním, létají pouze zřídka a jen na krátké vzdálenosti (při hledání potravy). Kvůli jejich skrytému způsobu života se o chování mnohých druhů ví pouze málo. Pitule mají plachou povahu a častěji je lze spíše zaslechnout než zahlédnout. Krmí se hmyzem a dalšími členovci, případně i drobnými obojživelníky a plody. Staví si plochá miskovitá hnízda z rostlinného materiálu, často nepříliš bytelná. Snůška obvykle čítá dvě, u některých druhů jen jedno vejce.

## Systematika
Za popisnou autoritu čeledi Grallariidae je pokládán britský přírodovědec Philip Lutley Sclater. Sclater tento taxon zpočátku hodnotil jako podčeleď Grallariinae v rámci čeledi Formicariidae – teprve od 90. let 20. století došlo k podstatným změnám v systematice, kdy byly od čeledi Formicariidae vyděleny samostatné čeledi Thamnophilidae a právě Grallariidae.
Původní podčeleď Grallariinae historicky zahrnovala šest nebo osm rodů, v závislosti na autorovi. Od konce 60. let 20. století byla ustavena systematika čtyř rodů platných i v současnosti, a sice:
- Grallaria Vieillot, 1816 – pitule
- Grallaricula Sclater, 1858 – pitulka
- Hylopezus Ridgway, 1909 – pitule
- Myrmothera Vieillot, 1816 – pitule.

K nim se přidružoval ještě rod Pittasoma, nicméně molekulární fylogenetika potvrdila jeho bližší příbuznost spíše s rodem Conopophaga (dohromady tyto dva rody dnes utvářejí čeleď Conopophagidae). V rámci zbývajících čtyř rodů mohou rody Hylopezus a Myrmothera vystupovat jako sesterské, utvářející jeden klad společně s rodem Grallaricula. Vůči tomuto kladu by mohl být sesterský druhově velmi početný rod Grallaria. V roce 2018 došlo na základě morfologických a akustických odlišností k osamostatnění pitule drozdovité (Cryptopezus nattereri) z rodu Hylopezus do samostatného rodu
- Cryptopezus Carneiro, Bravo & Aleixo, 2019,

což počet rodů v čeledi Grallariidae rozšiřuje na pět. Z celkových 68 druhů zahrnuje 45 druhů jenom rod Grallaria.